# ソンドン県
ソンドン県（ソンドンけん、ベトナム語：Huyện Sơn Động / 縣山洞?）は、ベトナム社会主義共和国バクザン省の県。面積は845.77 km²、人口は72,350人（2018年）である。